# Kerk van de Moeder Gods van Iveron
De Kerk van de Moeder Gods van Iveron (Russisch: Иверской иконы Божией Матери церковь, Kerk van de icoon van de Moeder Gods van Iveron) is een Russisch-orthodox kerkgebouw in Zamoskvoretsje, een wijk in het centrum van Moskou.  

## Geschiedenis

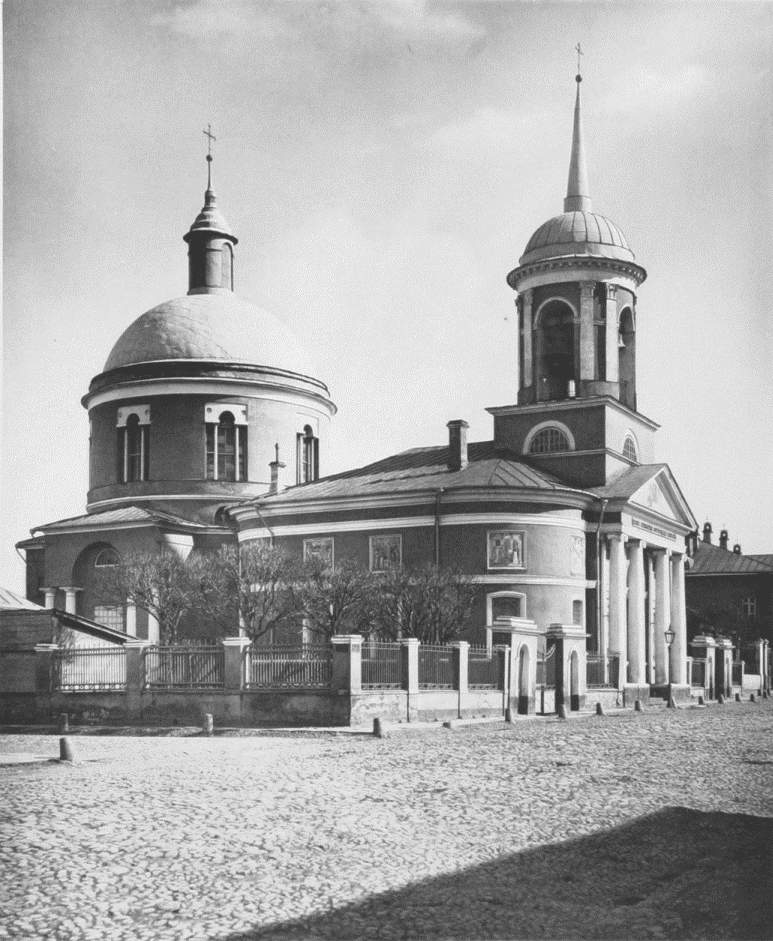
De kerk in 1883

De huidige kerk werd in 1791-1802 op de plaats van een kerk uit de jaren 1671-1673 gebouwd. Het ontwerp is uitgevoerd in classicistische stijl. Eerst werden het refectorium en de ovale nevenkapellen gebouwd, daarna werd de oude kerk gesloopt en de nieuwe gebouwd. De klokkentoren werd in 1842 boven het portaal toegevoegd.  
De vorm van de kerk is van het veel in Moskou voorkomende type uit de classicistische periode van de late 18e eeuw. De brede refter is driedelig: één centrale ruimte en twee ovale zijkapellen gewijd aan Sint-Joris en Johannes de Krijger.    
In 1930 werd de kerk door de bolsjewieken gesloten. De klokkentoren werd gesloopt, christelijke symbolen verdwenen van het gebouw en in de kerk werden verdiepingen aangebracht. Verschillende organisaties kregen er onderdak. In de nadagen van de Sovjet-Unie werd de kerk gebruikt voor een expositie van hedendaagse kunst.
In 1992 werden er voor het eerst weer diensten gevierd. Sinds 1993 volgde teruggave van de kerk en werden de klokkentoren herbouwd en het interieur gereconstrueerd.